# Takeshi Sakamoto
Takeshi Sakamoto (坂本武, Sakamoto Takeshi), né le 21 septembre 1899 et mort le 10 mai 1974, est un acteur japonais.

## Biographie
Takeshi Sakamoto a tourné dans 340 films entre 1925 et 1965.

## Filmographie partielle

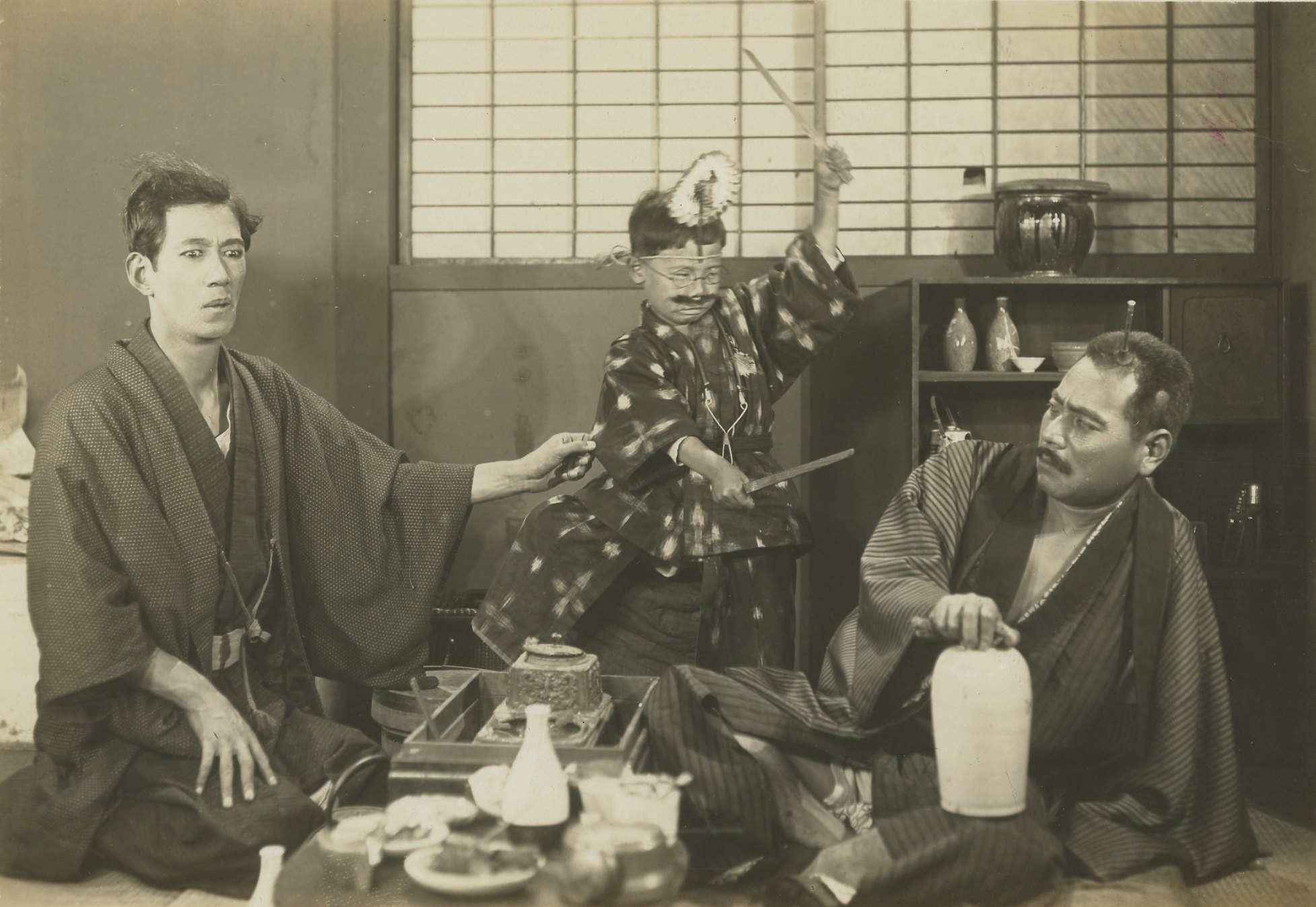
Tatsuo Saitō, Tomio Aoki et Takeshi Sakamoto dans Le Galopin (1929).

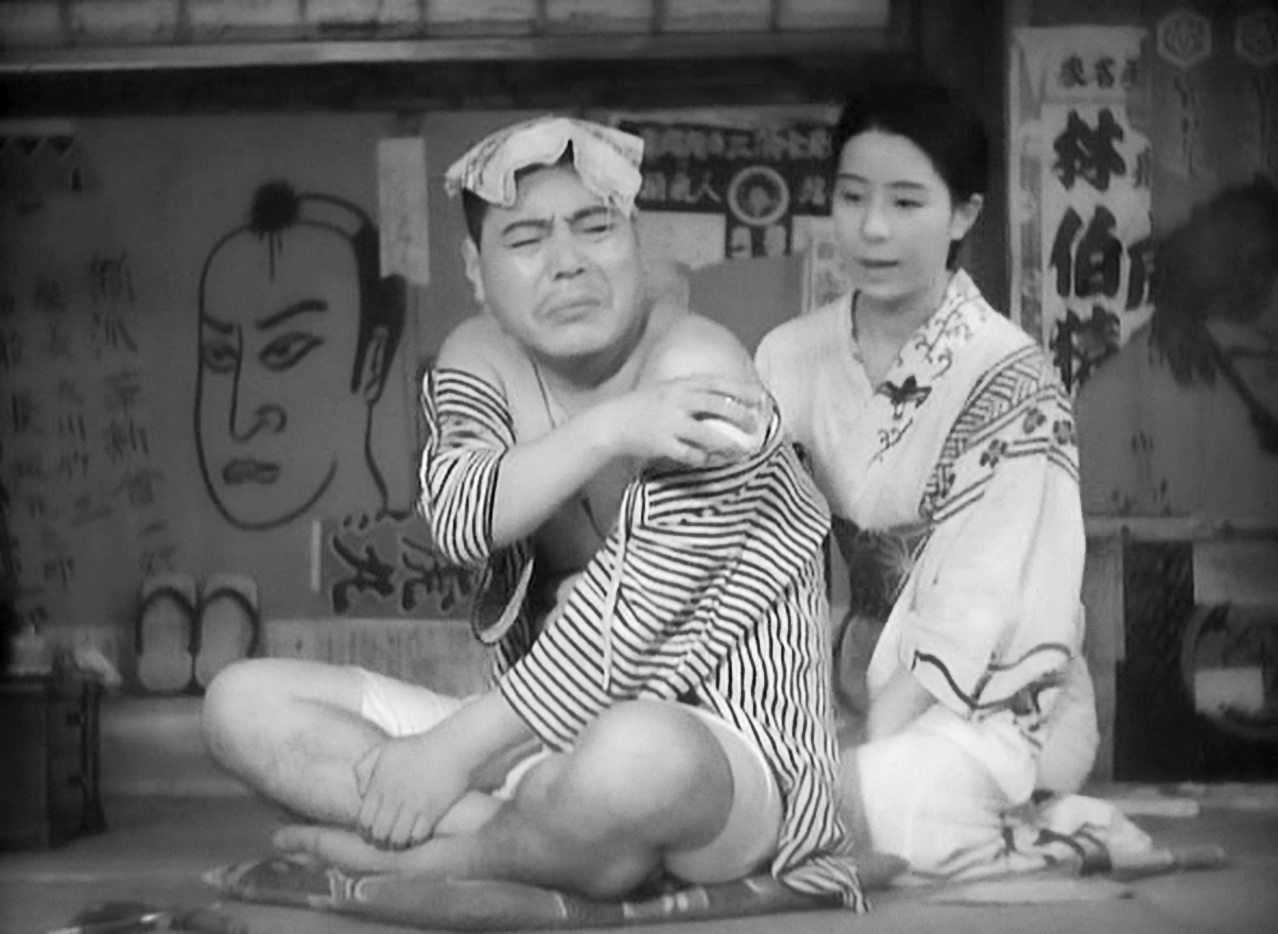
Takeshi Sakamoto et Yoshiko Tsubouchi dans Histoire d'herbes flottantes (1934).

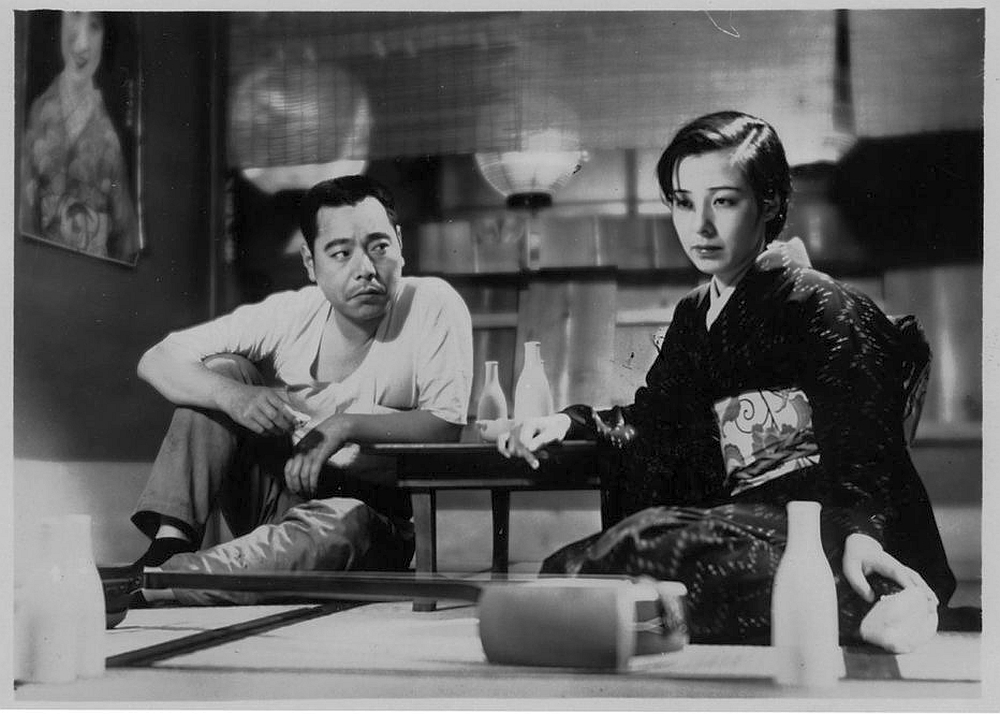
Takeshi Sakamoto et Yoshiko Okada dans Une auberge à Tokyo (1935).

- 1928 : Rêves de jeunesse (若人の夢, Wakodo no yume?) de Yasujirō Ozu : M. Okada
- 1928 : Femme perdue (女房紛失, Nyōbō funshitsu?) de Yasujirō Ozu : l'oncle
- 1928 : La Citrouille (カボチャ, Kabocha?) de Yasujirō Ozu
- 1929 : Le Forgeron de la forêt (森の鍛冶屋, Mori no kajiya?) de Hiroshi Shimizu : le maître d'école
- 1929 : J'ai été diplômé, mais... (大学は出たけれど, Daigaku wa deta keredo?) de Yasujirō Ozu : le secrétaire
- 1929 : La Vie d'un employé de bureau (会社員生活, Kaishain seikatsu?) de Yasujirō Ozu
- 1929 : Le Galopin (突貫小僧, Tokkan Kozo?) de Yasujirō Ozu : Gontora, le boss
- 1930 : Va d'un pas léger (朗かに歩め, Hogaraka ni ayume?) de Yasujirō Ozu : Ono
- 1930 : Shingun (進軍?) de Kiyohiko Ushihara : officier A
- 1930 : Ishikawa Goemon no hōji (石川五右衛門の法事?) de Torajirō Saitō : Genzō Furuya
- 1930 : La Force de l'amour (愛は力だ, Ai wa chikara da?) de Mikio Naruse : Murayama
- 1930 : À la croisée des chemins (岐路に立ちて, Kiro ni tachite?) de Hiroshi Shimizu
- 1930 : La chance a touché mes jambes (足に触った幸運, Ashi ni sawatta kōun?) de Yasujirō Ozu : le chef de service
- 1931 : La Dame et le Barbu (淑女と髯, Shukujo to hige?) de Yasujirō Ozu : le majordome de la famille Yukimoto
- 1931 : Mon amie et mon épouse (マダムと女房, Madamu to Nyobo?) de Heinosuke Gosho : le conducteur de la voiture
- 1931 : Le Chœur de Tokyo (東京の合唱, Tōkyō no kōrasu?) de Yasujirō Ozu : le vieil employé
- 1932 : Le printemps vient des femmes (春は御婦人から, Haru wa gofujin kara?) de Yasujirō Ozu
- 1933 : Les Rêves de la jeune fille mariée (花嫁の寝言, Hanayome no negoto?) de Heinosuke Gosho : un voleur
- 1933 : L'Amour (愛撫, Ramūru?) de Heinosuke Gosho : Matsuoka, un ami du docteur Murata
- 1933 : Cœur capricieux (出来ごころ, Dekigokoro?) de Yasujirō Ozu : Kihachi Kimura
- 1933 : Rêves de chaque nuit (夜ごとの夢, Yogoto no yume?) de Mikio Naruse : le capitaine indélicat
- 1934 : La Rue sans fin (限りなき舗道, Kagiri naki hodo?) de Mikio Naruse : l'homme au portrait
- 1934 : Histoire d'herbes flottantes (浮草物語, Ukikusa monogatari?) de Yasujirō Ozu : Kihachi
- 1934 : Mon frère aîné (私の兄さん, Watashi no niisan?) de Yasujirō Shimazu : Nagamatsu
- 1935 : Une jeune fille pure (箱入娘, Hakoiri musume?) de Yasujirō Ozu : Kihachi
- 1935 : Le Fardeau de la vie (人生のお荷物, Jinsei no onimotsu?) de Heinosuke Gosho
- 1935 : Une auberge à Tokyo (東京の宿, Tokyo no yado?) de Yasujirō Ozu : Kihachi
- 1935 : Okoto et Sasuke (春琴抄 お琴と佐助, Shunkinsho: Okoto to Sasuke?) de Yasujirō Shimazu : Sadakichi, le serviteur de Ritaro
- 1936 : Le collège est un endroit agréable (大学よいとこ, Daigaku yoitoko?) de Yasujirō Ozu
- 1936 : La Femme de la brume (朧夜の女, Oboroyo no onna?) de Heinosuke Gosho : Bunkichi
- 1936 : Réunion de famille (家族会議, Kazoku kaigi?) de Yasujirō Shimazu
- 1937 : Qu'est-ce que la dame a oublié ? (淑女は何を忘れたか, Shukujo wa nani o wasureta ka?) de Yasujirō Ozu : Sugiyama
- 1938 : Katsura, l'arbre de l'amour (愛染かつら, Aizen katsura?) de Hiromasa Nomura : Yoshikawa
- 1939 : Zoku aizen katsura (続愛染かつら?) de Hiromasa Nomura : Yoshikawa
- 1939 : Aizen katsura: Kanketsu-hen (愛染かつら 完結篇?) de Hiromasa Nomura : Yoshikawa
- 1939 : Courant chaud (暖流, Danryū?) de Kōzaburō Yoshimura : Sagara
- 1940 : L'Histoire du commandant de chars Nishizumi (西住戦車長伝, Nishizumi senshacho-den?) de Kōzaburō Yoshimura : Gotō
- 1941 : Cheval (馬, Uma?) de Kajirō Yamamoto et Akira Kurosawa
- 1941 : Le Chœur de l'aube (暁の合唱, Akatsuki no gasshō?) de Hiroshi Shimizu
- 1941 : Pour une épingle à cheveux (簪, Kanzashi?) de Hiroshi Shimizu : le propriétaire de l'onsen
- 1941 : La Tour d'introspection (みかへりの搭, Mikaeri no tō?) de Hiroshi Shimizu : M. Sakata
- 1942 : Il était un père (父ありき, Chichi ariki?) de Yasujirō Ozu : Makoto Hirata
- 1945 : Les Demoiselles d'Izu (伊豆の娘たち, Izu no musumetachi?) de Heinosuke Gosho : le prêtre bouddhiste
- 1945 : Le Chant de la victoire (必勝歌, Hisshō ka?) de Kenji Mizoguchi, Masahiro Makino, Hiroshi Shimizu et Tomotaka Tasaka
- 1947 : Récit d'un propriétaire (長屋紳士録, Nagaya Shinshiroku?) de Yasujirō Ozu : Kawayoshi (le second voisin)
- 1951 : Carmen revient au pays (カルメン故郷に帰る, Karumen kokyō ni kaeru?) de Keisuke Kinoshita : Shoichi, le père de Kin
- 1952 : Vagues (波, Nami?) de Noboru Nakamura
- 1953 : Là d'où l'on voit les cheminées (煙突の見える場所, Entotsu no mieru basho?) de Heinosuke Gosho : Tokuji Kawamura
- 1957 : Une femme indomptable (あらくれ, Arakure?) de Mikio Naruse